# Ipomoea tenuiloba
Ipomoea tenuiloba là một loài thực vật có hoa trong họ Bìm bìm. Loài này được Torr. mô tả khoa học đầu tiên năm 1859.